# Vendimia tardía

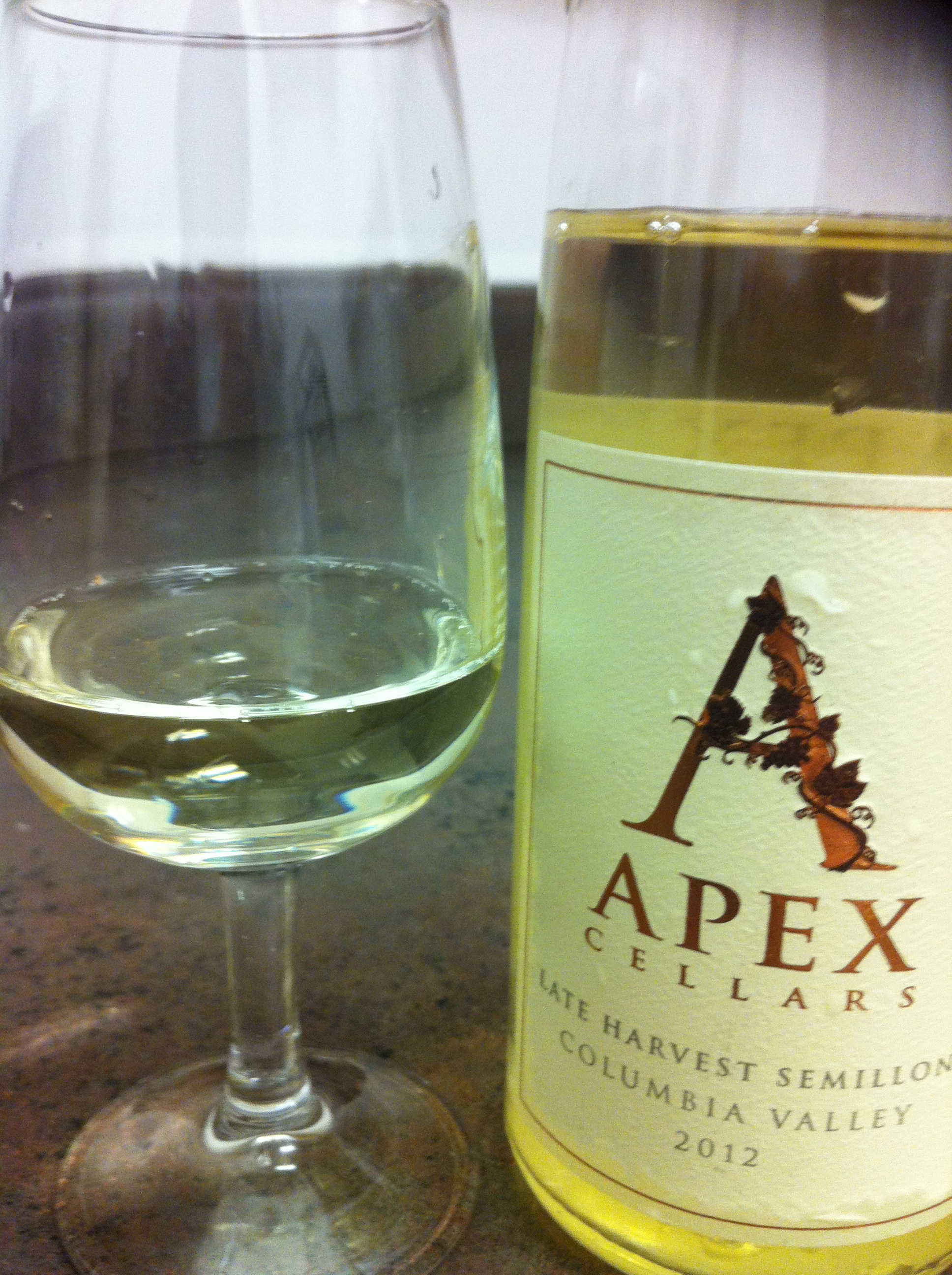
Un semillón cosecha tardía del valle de Columbia, Washington.

Vendimia tardía, cosecha tardía o Late Harvest es un término que se aplica a los vinos elaborados a partir de uvas secadas en la vid durante más tiempo de lo habitual. Vendimia tardía suele ser una indicación de un vino dulce de postre, como Riesling cosecha tardía. Las uvas de cosecha tardía suelen ser más similar a las pasas de uva, pero se han deshidratado naturalmente en la misma vid. Pueden además haber sido afectada por el Botrytis cinerea, es una especie de hongo que hace que las uvas pierdan casi todo su contenido de agua. Los vinos elaborados con uvas afectadas de botrytis son generalmente muy dulce.

## Botrytis

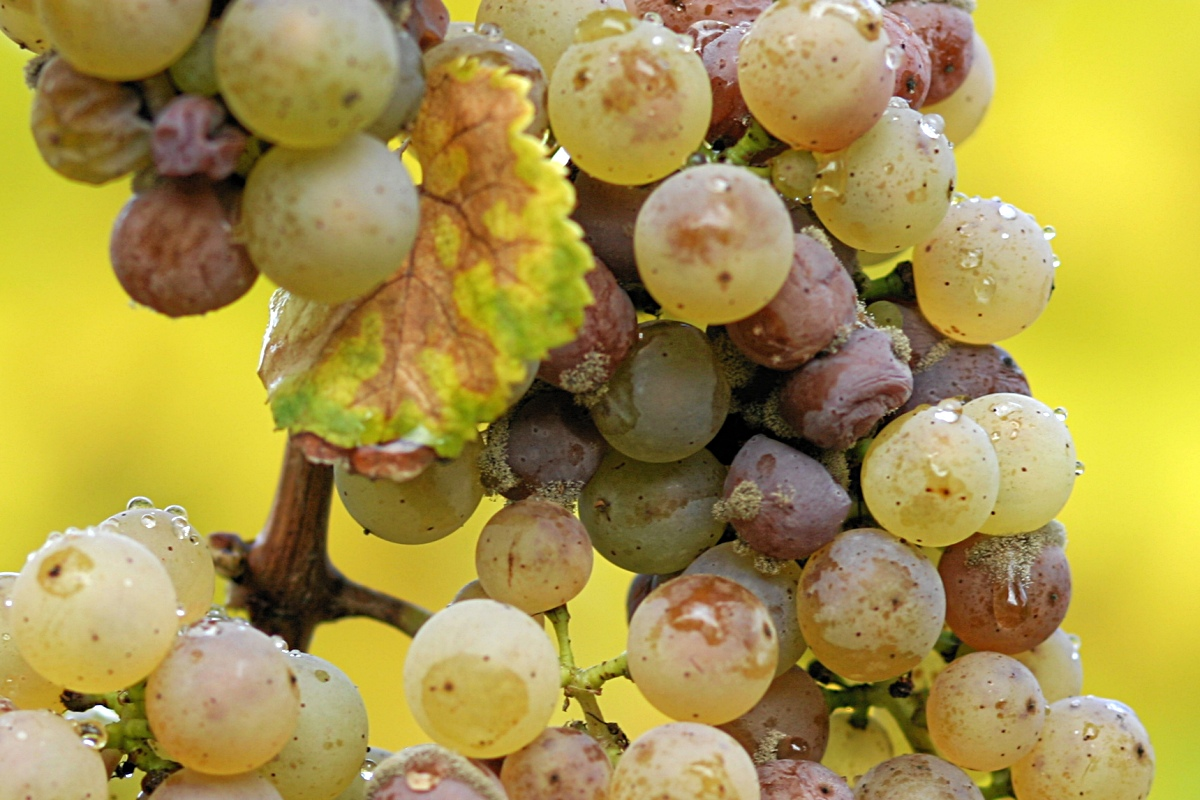
Uva afectada de botrytis

Botrytis cinerea es un hongo que afecta a muchas uvas de vino y hace que se marchitan en pasas enmohecidas. El hongo responde a la humedad y el calor en el clima. Cuando penetra en la piel  sus esporas comienzan a germinar, haciendo que el interior de agua se evapore y la uva empieza a deshidratar. Con la ausencia de agua, el azúcar se convierte en más concentrado y la botritis comienza a alterar la acidez dentro de la uva. Típicamente la infección botrytis comienza a tener lugar a finales de septiembre y puede durar hasta finales de octubre en el hemisferio norte. En algunos años la desecación pueden ocurrir dejar pequeña cantidad de licor dulce como el jugo dentro de la uva. 
La tasa de infección de botritis es esporádica de vid y racimos de lograr la plena podredumbre en diferentes momentos. Esto requiere que los trabajadores de la cosecha para ir a través de los viñedos varias veces entre octubre y noviembre para recoger a mano las uvas podridas completos. En algunas ocasiones, las uvas utilizables a partir de una única vid sólo podrán producir suficiente jugo para un solo vaso.

## Vino de hielo

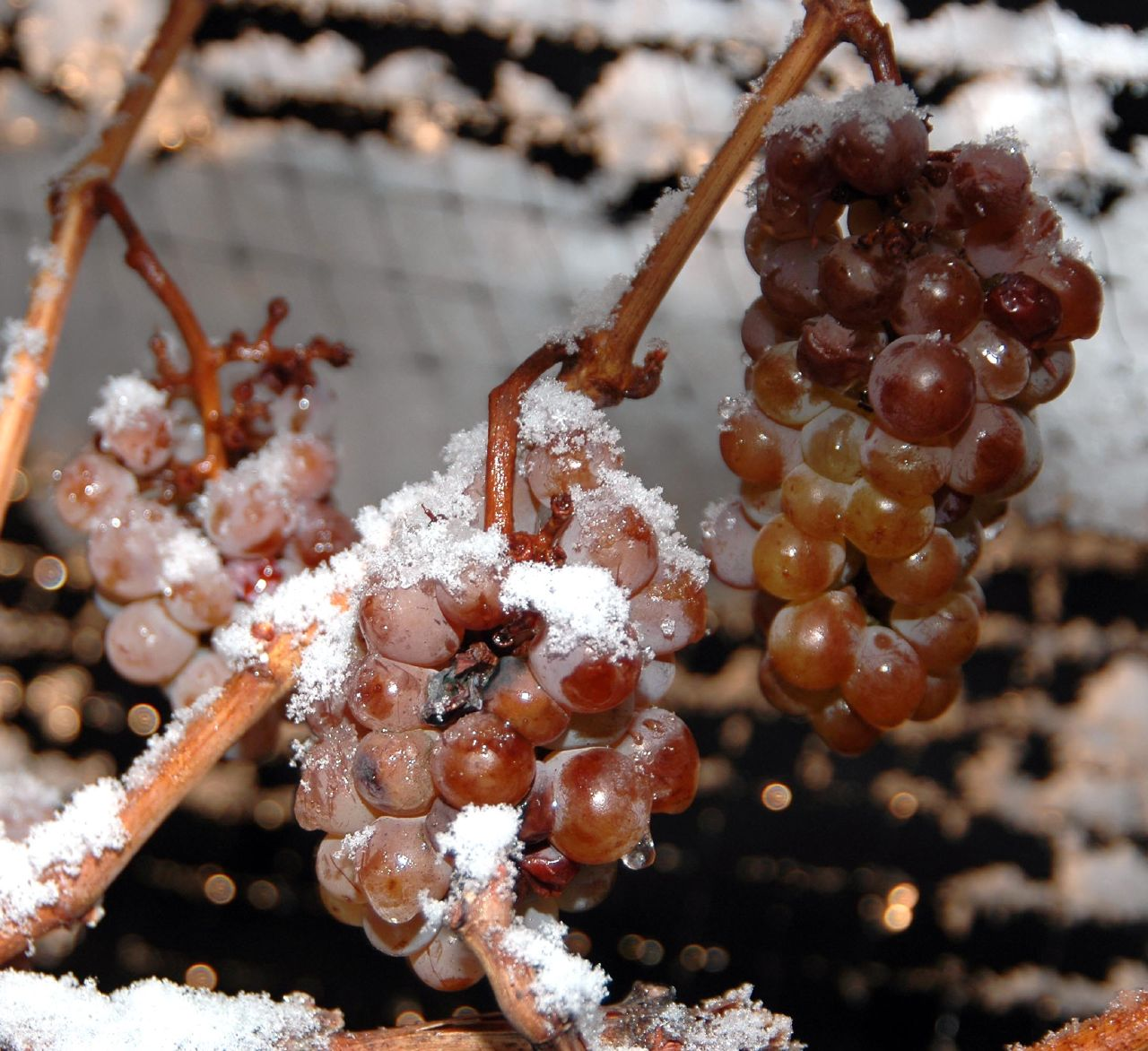
Vid con uvas congeladas

Vino hecho con uvas congeladas en la vid. Los vinos de hielo son muy populares en las regiones vinícolas frías del norte de  Alemania y Canadá, donde las uvas se pueden congelar en la misma vid. Como se presionan las uvas, los cristales de agua congelada se eliminan dejando el azúcar altamente concentrado atrás.
- Datos: Q3655986